# Aliyah Saleem
Aliyah Saleem (Londen, augustus 1989), is een Britse activist voor openbaar onderwijs, schrijver en marktonderzoeker. Ze is ex-moslim, atheïst, feminist, humanist, mensenrechtenactivist en medeoprichter van Faith to Faithless, een belangenbehartingsgroep voor afvalligen. Ze heeft ook geschreven onder het pseudoniem Laylah Hussain.

## Biografie
Saleem werd geboren in Londen in een soennitisch islamitisch gezin van Pakistaanse immigranten. Vanaf haar 6e tot 11e jaar ging ze naar Arabisch geleide Deobandi-madrassa's, waar ze Arabisch en Engels leerde en werd opgevoed met de salafisitische islam.:0:35 Toen ze 11 jaar oud was, werd Saleem naar het islamitische privémeisjesinternaat Jamia Al-Hudaa in Nottingham gestuurd. Rond haar twaalfde begon ze te twijfelen aan de waarheid en ethiek van religie, vooral de veroordeling van homoseksualiteit, maar haar kritische vragen werden bestempeld als "corruptie" en ze voelde zich regelmatig onderdrukt om "de hoofden van andere meisjes niet te vergiftigen".:1:07 Ze werd in 2006 op 15-jarige leeftijd van school gestuurd omdat ze een wegwerpcamera bezat; ze werd beschuldigd van "narcisme" en in het bijzijn van de hele school publiekelijk vernederd.
Vervolgens ging ze Koran-interpretatie studeren aan het Al-Huda Institute van Farhat Hashmi in Mississauga nabij Toronto in Canada, dit had een jaar moeten duren. Maar de lessen werden in het Urdu gegeven en dat begreep ze slecht, en stapte daarom na twee maanden over:3:31 naar de campus van het Al-Huda Institute in Pakistan om de cursus te voltooien. Daar was ze geïsoleerd van haar familie en werd ze "meegezogen" door de herhalingen en religieuze ijver. Ze begon vrijwillig een gezichtssluier te dragen (nikab),:3:45 en achteraf beschouwde ze zichzelf op 17-jarige leeftijd een fundamentalist die iedereen wilde bekeren toen ze terugkeerde naar het Verenigd Koninkrijk.:2:02
Terug in Engeland, waar Saleem zich niet meer in een religieus gecontroleerde omgeving bevond en vrije toegang had tot boeken, kranten, internet en televisie, kwamen haar oude geloofstwijfels weer bovendrijven. Ze begon sociologie te studeren, waarbij religie vanuit verschillende nieuwe perspectieven werd bestudeerd, zoals feminisme en marxisme; hierdoor werd ze voor het eerst blootgesteld aan het concept dat religies gebruikt konden worden als middel voor sociale controle. In de bibliotheek kwam ze Richard Dawkins' boek God als misvatting tegen, waardoor ze voor het eerst in contact kwam met het idee dat God een menselijke misvatting is en misschien niet bestaat, en de evolutietheorie, die ze niet begreep en vervolgens veel tijd aan besteedde om beter te onderzoeken. Daarna leerde ze meer over kosmologie en las Carl Sagans boek Pale Blue Dot. Het zien van de iconische foto "Pale Blue Dot" was de druppel die de emmer deed overlopen: het bracht haar tot ongeloof en maakte haar een skepticus. Rond haar 19e bereikte Saleem een punt waarop ze niet meer in de islam geloofde en de godsdienst achter zich liet.:2:23 Ze zei er later over: "de islam waarmee ik ben opgevoed, die, weet je wel, jarenlang door mijn strot was geduwd, werd eigenlijk door mijn strot geduwd om me in feite te beheersen. Te beheersen wat ik deed, wat ik droeg, met wie ik praatte, wat ik at en hoe ik dacht.":2:35
Saleem ging naar de Brunel-universiteit in West-Londen waar ze een first class honours degree behaalde in de studie Engels. Ze is een marktonderzoeker voor Kantar; daarvoor heeft ze parlementair onderzoek gedaan voor Britse Hogerhuis. Tevens is ze een redacteur en adviescolumnist bij Sedaa, een website waar schrijvers met een islamitische achtergrond werken.

## Seculier activisme
In oktober 2014 op de Secular Conference van de Council of Ex-Muslims of Britain sprak Saleem zich voor het eerst publiekelijk uit over hoe zij behandeld was op het Nottinghamse internaat. In november 2014 schreef ze er ook een gedetailleerder exposé over in The Times onder het pseudoniem Laylah Hussain. Saleem beweerde dat leerlingen alleen maar een aantal islamitische vakken vanuit een fundamentalistisch perspectief werd onderwezen, dat zij geïndoctrineerd werden met anti-homoseksuele, anti-christelijke en anti-joodse opvattingen en geen aardrijkskunde-, geschiedenis-, kunst-, sport- of muzieklessen kregen. Evolutie en seksuele voorlichting ontbraken in de natuurwetenschapslessen en de schoolmeisjes werd verteld dat mannen hun vrouwen mogen slaan. Vanwege haar getuigenis werd de school in april 2015 onderworpen aan een onaangekondigde inspectieronde, waarbij zij als 'inadequaat' werd beoordeeld door de Britse onderwijsinspectie Ofsted. Toen een tweede inspectie in april 2016 onvoldoende verbeteringen liet zien, werd Jamia Al-Hudaa Residential College met gedeeltelijke of volledige sluiting bedreigd. Het schoolbestuur trachtte tegen het besluit in beroep te gaan, terwijl Saleem er bij het Ministerie van Onderwijs (Department for Education) op aandrong om "snel te handelen om deze leerlingen te beschermen."
In 2015 richtte Saleem samen met haar collega Imtiaz Shams, een moslimatheïst uit Saoedi-Arabië, een belangenbehartingsgroep op voor ex-moslims: Faith to Faithless. De organisatie levert ondersteuning voor mensen die de islam en andere religies willen verlaten of verlaten hebben, pakt discriminatie aan waarmee ongelovigen geconfronteerd worden en wil het publiek bewust maken van de problemen die erbij komen kijken als men zijn religie verlaat. Saleem en Shams begonnen met "coming-out"-evenementen op universiteiten (onder de noemer "Interfaithless"), waar ex-moslims en andere afvalligen hun verhalen konden vertellen in het bijzijn van lotgenoten die ook een geloofsafval hebben doorgemaakt.:2:05
In 2015 vertegenwoordigde Saleem Humanists UK (destijds nog British Humanist Association geheten) tijdens een debat in het Hogerhuis over diversiteit, waarbij ze sprak over de discriminatie en vervolging die veel atheïstische ex-moslims meemaken in het Verenigd Koninkrijk en over de hele wereld. Het jaar daarop vertegenwoordigde zij Faith to Faithless in een vervolgdebat in het Hogerhuis over de specifieke problemen die ex-moslims ondervinden als zij uit hun religie stappen.
Eind 2015 en begin 2016 nam Saleem twee video's op waarin ze strategieën aanbood aan vrouwelijke moslims en ex-moslims die geen hijab meer willen dragen – zelf had ze vanaf haar 11e een hoofddoek gedragen – maar die beducht zijn voor de negatieve sociale gevolgen die ze daarvan zouden kunnen ondervinden.
In april 2016 verscheen Saleem op het tweedelige documentaireprogramma van BBC Radio 4 over de Deobandibeweging, de isolationistische traditionele moslimgemeenschap die verantwoordelijk was voor haar scholing en de meerderheid van de islamitische religieuze scholen in het Verenigd Koninkrijk beheerst.

## Werken
- Saleem, Aliyah, Fiyaz Mughal (2018). Leaving Faith Behind: The journeys and perspectives of people who have chosen to leave Islam. Darton, Longman & Todd, London, pp. 192. ISBN 978-0232533644.